# Shaoxing
Shaoxing (chiń. 绍兴; pinyin Shàoxīng) – miasto o statusie prefektury miejskiej we wschodnich Chinach, w prowincji Zhejiang, na południowy wschód od miasta Hangzhou. W 2010 roku liczba mieszkańców miasta wynosiła 531 398. Prefektura miejska w 1999 roku liczyła 4 317 003 mieszkańców. Centrum handlu, turystyki, ośrodek przemysłu metalurgicznego, maszynowego, chemicznego, włókienniczego i spożywczego; miasto znane z produkcji wina.
W mieście znajduje się stacja kolejowa Shaoxing.

## Osoby związane z Shaoxing
- Lu Xun – pisarz
- Zhou Enlai – premier
- Wielki Yu – założyciel dynastii Xia
- Wang Xizhi – kaligraf, który większość życia spędził w Shaoxingu
- Cai Yuanpei – pedagog, myśliciel
- Ma Yinchu – ekonomista
- Chen Yi – wojskowy
- Qingliang Chengguan – czwarty patriarcha szkoły huayan

## Zabytki oraz interesujące miejsca
- Rezydencja oraz Sala Pamięci Lu Xuna
- Dom rodzinny premiera Zhou Enlaia
- Bazi Qiao (Most Znaku Osiem) – powstał w XIII wieku